# Yasunari Hiraoka
Yasunari Hiraoka (jap. 平岡 靖成 Hiraoka Yasunari; ur. 13 marca 1972) – japoński piłkarz występujący na pozycji obrońcy.

## Kariera klubowa
Od 1994 do 2007 roku występował w klubach Otsuka Pharmaceutical, Kyoto Purple Sanga, Oita Trinita, Nagoya Grampus Eight i Omiya Ardija.